# 楊念祖 (院士)
楊念祖（1928年5月1日—2008年10月14日），生於上海，籍貫浙江慈谿，化学家，中央研究院院士。擁有中華民國與美國雙國籍。

## 家族
籍贯浙江省慈溪县（慈溪旧境，今属宁波市区江北区）慈城乍浦乡杨陈村。1928年5月1日，出生于上海。出生书香世家，曾祖杨泰享，清朝进士。祖父杨家骥，号德生，清朝光绪十六年（1890年）庚寅科登进士第。慈城杨家与鄞县银台第童氏有通婚，其中杨家骥娶童家小姐，岳父是童祥熊（光绪九年进士）。童祥熊是童槐（嘉庆十年进士）第四子童章之子，但杨家骥与童氏婚后无子女，杨故而纳妾。杨念祖父亲杨犹龙，早年赴上海经商，是航运业巨商，曾担任（上海）轮船业同业公会理事、秘书长。母亲曹兰仙。

## 生平
1944年，杨毕业于上海圣约翰大学化学系，获得理学学士学位，时年仅19岁，并获毕业生唯一的一个特别奖。毕业后，留校担任助教。1948年秋，赴美国留学。1952年，获得美国芝加哥大学哲学博士学位。曾在麻省理工学院（导师Burge Büchi）和哈佛大学（导师1981年诺贝尔化学奖得主罗伯特·伯恩斯·伍德沃德）从事博士后研究工作。
1956年，杨回到芝加哥大学化学系，担任助理教授。1961年，晋升为芝大化学系副教授。1963年，晋升为教授。1962年，因业绩突出，获评芝大杰出服务教授。1992年至2000年，担任芝大Gustavus F. and Ann M. Swift Distinguished Service Professor，是为该校教职之最高荣誉。2000年，成为芝大荣休教授。
2008年10月14日，杨因病逝世于美国芝加哥。杨有二子一女，子Charles和Morris，女Julia Ann，并遗有3个孙辈。

## 研究发现
杨发现了一类新的荧光反应。

## 学术荣誉与委任
- 获选美国斯隆基金会（Alfred P. Sloan Foundation）会士（Fellow）[1]。
- 获选美国约翰·西蒙·古根海姆纪念基金会会士[1]。
- 获选美国化学会会士。
- 获选英国皇家化学会士。
- 获选美国科学促进会会士。
- 获选美国癌症研究会会士。
- 曾获委任为美国国家健康研究所顾问。
- 曾获委任为美国国家癌症研究中心顾问
- 曾获委任为美国能源部属下光谱实验室顾问。
- 获得芝加哥大学Llewellyn John and Harriet Manchester Quantrell Award（教学奖）[1]。
- 获得芝加哥大学AMOCO Prize（教学奖）[1]。
- 1979年，获聘为中国科学院感光研究所名誉教授。杨是中科院在文化大革命之后聘请的首位外籍名誉教授[2]。
- 1980年，获聘为中国科学院上海有机化学所学术委员会委员。
- 1990年，获聘为国际光化学开放研究实验室学术委员会委员。
- 1982年，当选为中華民國中央研究院第14屆(數理科學組)院士[4]。
- 1992年，获得Quantrell Award[1]。